# Sint-Lambertuskerk (Spay)
De Sint-Lambertuskerk (Duits: St. Lambert) is een rooms-katholiek kerkgebouw in Spay, een plaats in de Duitse deelstaat Rijnland-Palts. De kerk vormt sinds 2002 een onderdeel van het UNESCO-werelderfgoed Bovenloop Midden-Rijndal.

## Geschiedenis
Omdat tegen het einde van de 19e eeuw de oude, nog altijd bestaande, Lambertuskerk van Spay te klein werd, bouwde men tussen 1898-1900 naar ontwerp van de Keulse bouwmeesters Carl Rüdell en Richard Odenthal een nieuwe parochiekerk. Het kerkgebouw overtreft in originaliteit veel andere kerken uit dezelfde bouwperiode en werd in neoromaanse stijl opgetrokken. Op 20 december 1900 vond de plechtige wijding plaats. De zeshoekige centraalbouw met omgang heeft een kerkschip van twee traveeën en een forse westelijke toren.
De centrale ruimte wordt binnen door zes blauwe gemarmerde zuilen gedragen met in het midden een recenter aangelegd zeshoekig altaareiland met een eveneens zeshoekig volksaltaar. De rest van het interieur dateert voornamelijk uit de bouwperiode van de kerk. Daaronder bevinden zich het hoogaltaar, de neoromaanse kansel, het doopvont en enige muurschilderingen.
Naast de artistiek hoogwaardig gebrandschilderde ramen bezit de kerk een altaartriptiek en beelden uit de late middeleeuwen. Het altaarretabel stamt uit het einde van de 15e eeuw en kreeg rond het jaar 1900 een nieuwe omlijsting. Centraal staat de kruisigingsgroep met aan weerszijden Petrus en Johannes de Doper. De rugzijde toont acht scènes uit de lijdensgeschiedenis van Christus. De beelden in de kerk dateren van 1500 tot de 18e eeuw. Daaronder bevindt zich een beeld van de heilige Barbara uit 1470.

## Orgel
Het orgel van de Lambertuskerk werd in 1903 door de orgelbouwer Christian Gerhard & Söhne uit Boppard gebouwd. Het instrument bezit 14 registers verdeeld over twee manualen en pedaal. De tracturen zijn pneumatisch.

## Afbeeldingen

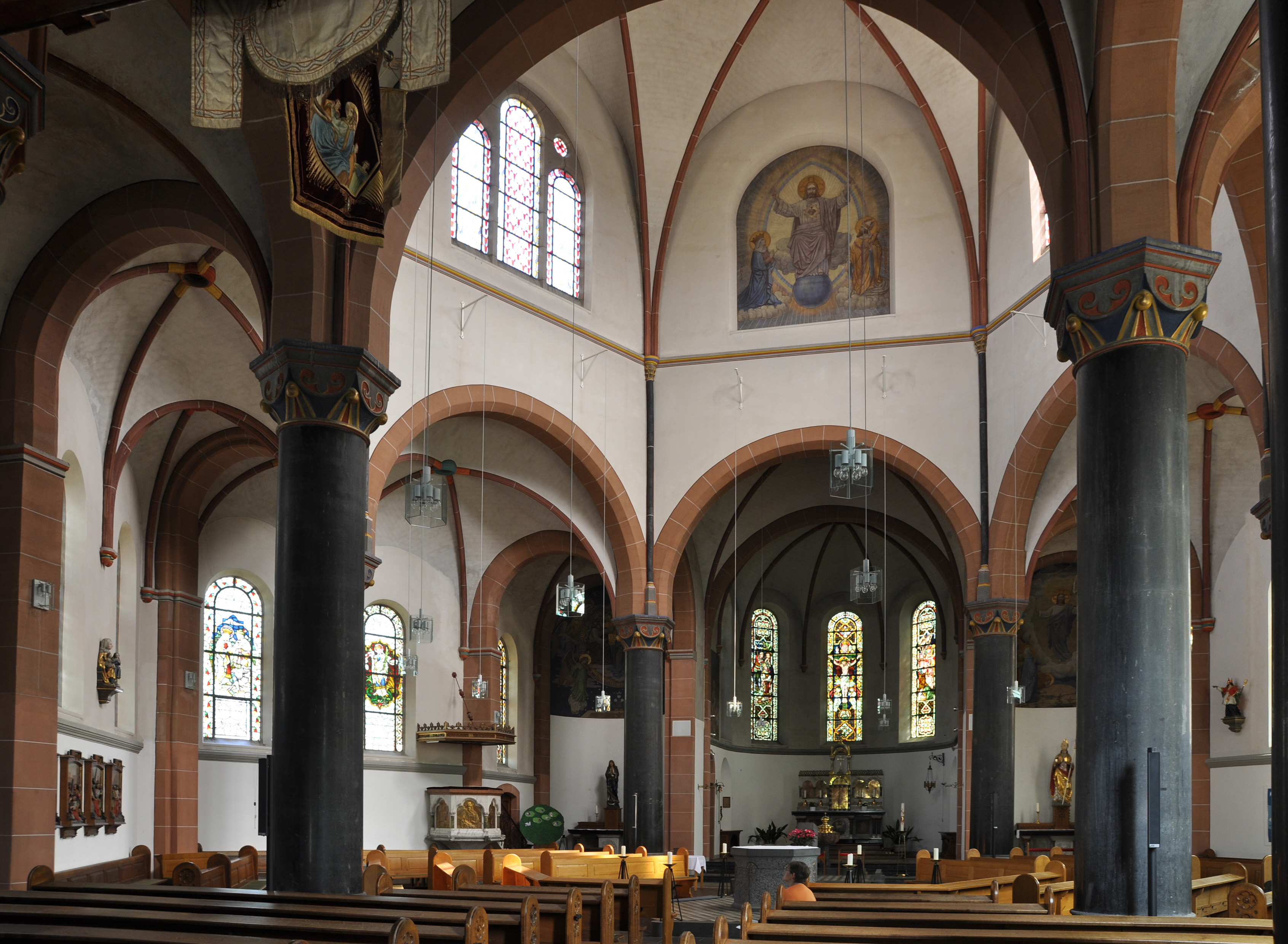
Overzicht interieur
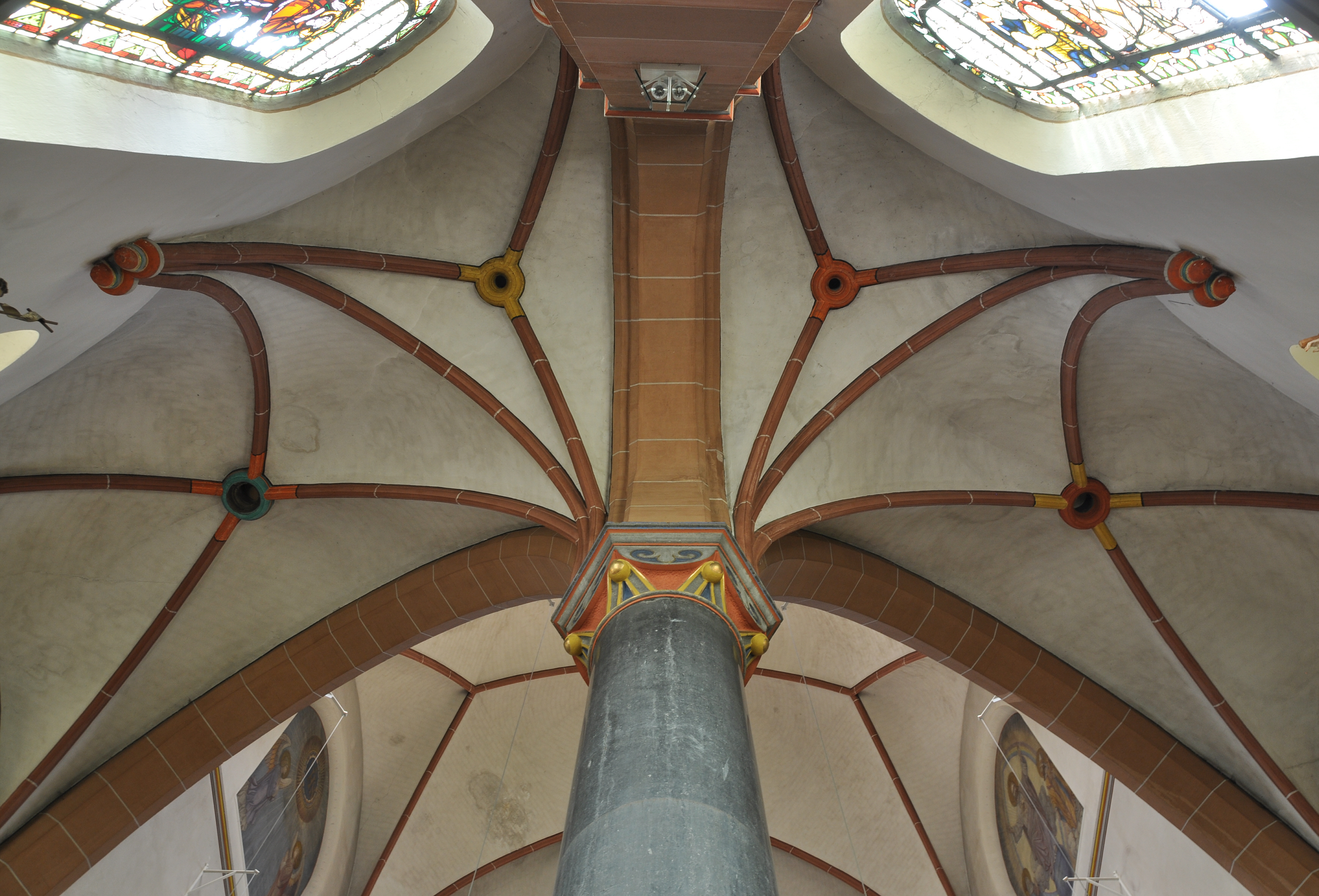
Koepelgewelf
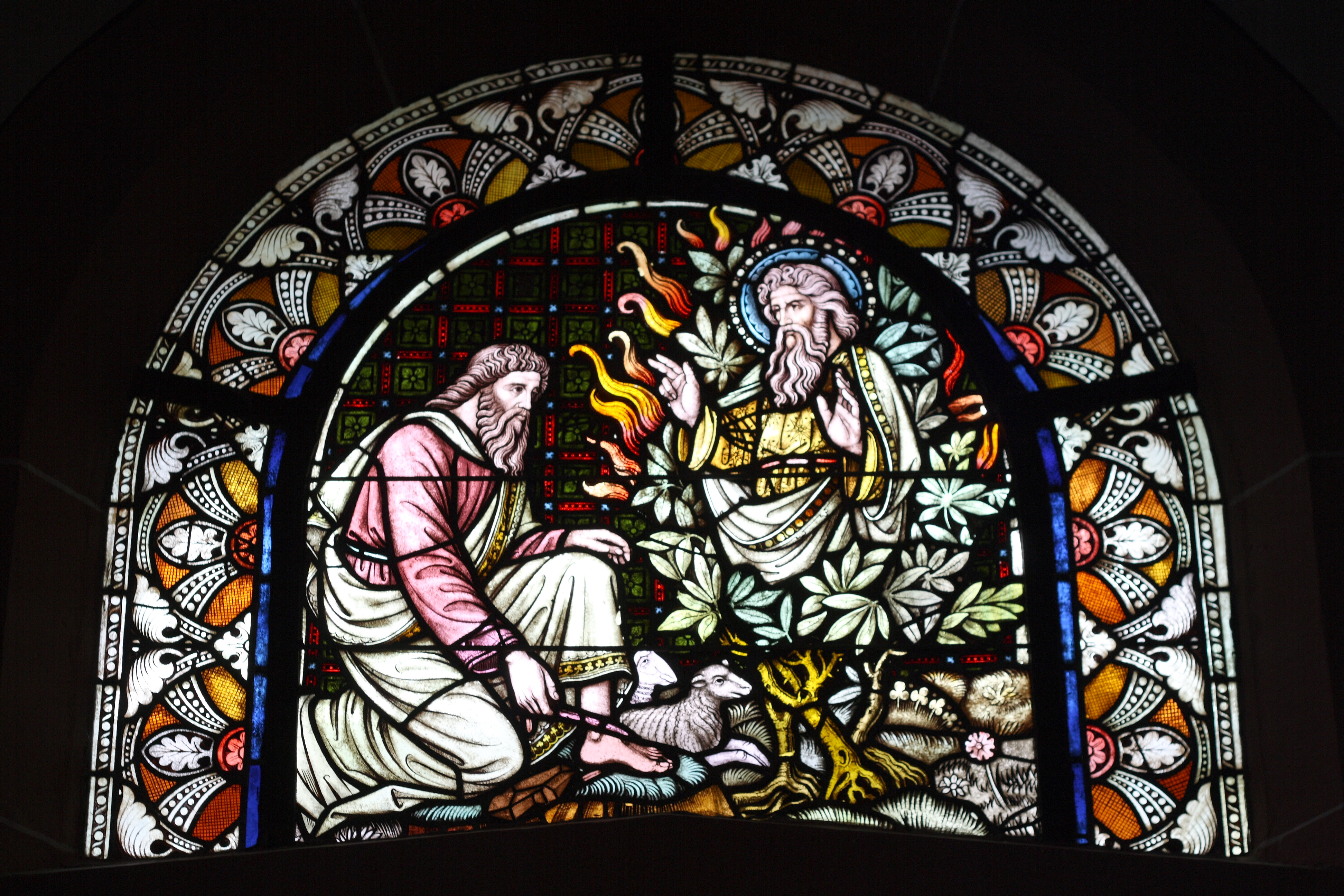
Gebrandschilderd raam